# Shipshewana (Indiana)
Shipshewana es un pueblo ubicado en el condado de LaGrange en el estado estadounidense de Indiana. En el Censo de 2010 tenía una población de 658 habitantes y una densidad poblacional de 215,3 personas por km².

## Geografía
Shipshewana se encuentra ubicado en las coordenadas 41°40′30″N 85°34′35″O / 41.67500, -85.57639. Según la Oficina del Censo de los Estados Unidos, Shipshewana tiene una superficie total de 3.06 km², de la cual 3.06 km² corresponden a tierra firme y (0%) 0 km² es agua.

## Demografía
Según el censo de 2010, había 658 personas residiendo en Shipshewana. La densidad de población era de 215,3 hab./km². De los 658 habitantes, Shipshewana estaba compuesto por el 98.33% blancos, el 0.15% eran afroamericanos, el 0.46% eran amerindios, el 0.15% eran asiáticos, el 0% eran isleños del Pacífico, el 0.3% eran de otras razas y el 0.61% pertenecían a dos o más razas. Del total de la población el 0.76% eran hispanos o latinos de cualquier raza.